# 上杉景勝
上杉景勝（日语：／ Uesugi Kagekatsu，1556年1月8日—1623年4月19日）是日本戰國時代、安土桃山時代和江戶時代的大名，出羽米澤藩初代藩主。生父是上杉謙信的遠親長尾政景，母親是同族的上杉謙信的姐姐仙桃院，幼名「卯松」、通稱「喜平次」，元服後名為長尾顯景，生父死後成為上杉謙信的養子。正室是武田信玄的女兒菊姬，與菊姬之間沒有孩子，與側室四辻公遠的女兒桂岩院（原名不詳）生有一子上杉定勝，子嗣只有庶子定勝一人。

## 生平

### 出生、繼位紛爭

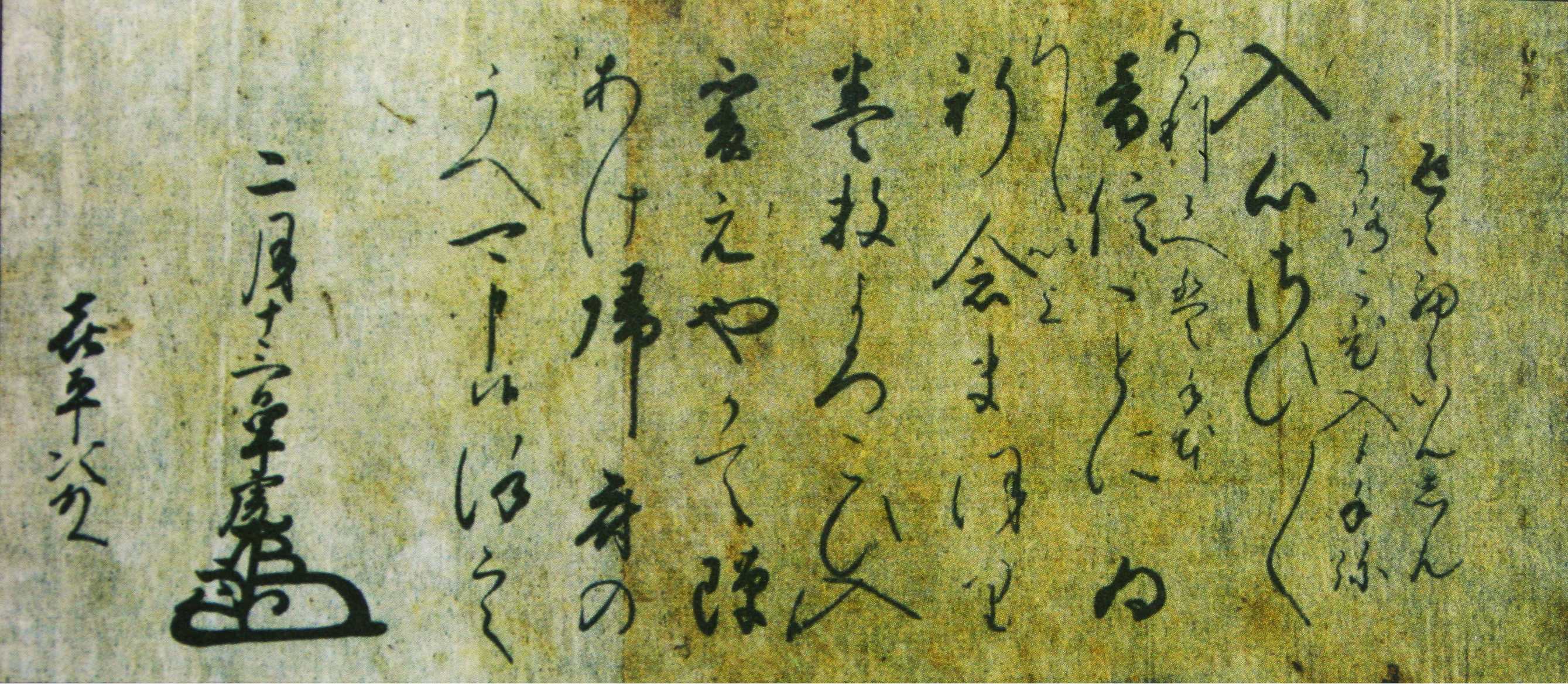
上杉谦信写给喜平次（后来的上杉景胜）的书信

弘治元年（1556年），顯景出生於越後國魚沼郡上田庄，是上田長尾家當主・長尾政景的次男。
永祿7年（1564年），政景與謙信的家臣宇佐美定滿（定行）於野尻池遊舟時意外溺死，顯景成為謙信的養子。
天正3年（1575年）顯景改名為「上杉景勝」（有一說為長尾景勝）。
天正6年（1578年）3月13日，謙信於征伐越中時病歿，謙信生前並沒有立下後繼者。使景勝與謙信的另一個養子上杉景虎因爭奪家督繼承權而展開內戰，景勝一方自稱根據謙信遺言景勝才是合法繼承人，並於3月24日佔據春日山城本丸（實城）與金庫，景虎則進駐春日山城下的「御館」（上杉憲政的官邸）與景勝對峙。
同年6月，景勝為了盡快解決與景虎的鬥爭，以東上野四郡與部分的黃金讓渡為條件交換與甲信武田家的和睦並取得其支持，翌年9月景勝迎娶武田家當主・勝賴的異母妹・菊姬為正室，締結「甲越同盟」。
天正7年（1579年）3月，雙方達成議和，由景勝的養祖父上杉憲政偕同景虎的嫡長子·道滿丸進入春日山城作為人質，卻在前往的途中被不知情的景勝手下斬殺，上杉景虎最後兵敗，在鮫尾城自盡。為期兩年的御館之亂終告結束。不管怎么说，在继承权上，至少景胜（母亲是谦信公的姐姐，父亲也是长尾氏一族）在血缘上比外来子景虎（实父北条氏康）更有说服力。

### 對抗織田氏
上杉氏於謙信時期的天正4年時與北陸本願寺達成協議共同對抗織田氏，但是在御館之亂爆發之後，北陸的上杉軍陷入混亂使得織田軍有機可乘。天正9年（1581年），北越後上田眾的新發田重家因不滿獎賞不公而反叛，並與織田信長內通，同時信長麾下的北陸攻略軍團・柴田勝家展開對越中上杉領內的侵攻。翌年，景勝為了出兵越中對抗柴田勝家而無暇顧及武田家，使得武田勝賴於天目山之戰中被織田氏消滅，武田氏滅亡，越後的上杉氏頓時陷入了唇亡齒寒的局面。
天正10年（1582年），織田軍5萬大軍壓制魚津城（魚津城之戰），攻佔天神山城的織田大軍對於景勝造成莫大壓力。魚津城落城前，景勝向魚津城守將逐一寄送激勵信件，褒獎其武勳與忠義，然而魚津城終究落城，守將全數陣亡，上杉氏失去了在越中的所有領地。同年5月，景勝寫給佐竹義重信中提到，自己生於美好的時代，以越後一國對抗60餘州，滅亡之事留待死後再說，顯示景勝有玉碎的覺悟，以及與信長決一死戰的決心。然而同年6月2日，京都的明智光秀叛變，引發「本能寺之變」，織田信長自盡。織田氏的北陸征伐軍受挫、柴田勝家退兵，景勝死裡逃生。但是御館之亂長期以來的混亂局面再加上織田氏的侵攻，讓謙信時期以來所擴大的國力大幅的衰退。
之後天正11年（1583年）8月，景勝為討伐新發田重家進攻新發田城，於9月25日（一說為10月4日）拂曉，放火燃燒陣屋後撤退，但撤退到放生橋附近時，一陣暴雨形成沼田、濁流，士兵難以立足。新發田重家見狀，會同池端城主高橋掃部之介追擊上杉軍，此時上杉軍大亂，擔任殿後的水原城主水原滿家、菅名綱輔、上野九兵衛等名將紛紛陣亡，安田能元重傷，景勝僅以身免敗戰而歸（放生橋之戰）也使得新發田重家的叛亂到了丰臣时代才得以平息。

### 豐臣政權時期
本能寺之變後，織田北征軍退回領國，上杉景勝乘隙派須田滿親收復魚津城。之後，為呼應信濃國人眾反抗統治川中島的森長可，上杉軍向北信濃侵攻。然而，由於北条氏直追擊原支配上野國的瀧川一益，也進擊北信濃，此時北條為避免同時被上杉、德川夾擊，氏直提出割讓北信濃4郡與上杉講和（天正壬午之亂）。羽柴秀吉在山崎之戰擊敗明智光秀成為織田霸權的繼承者，景勝隨後派遣直江兼續前往與其通好，達成「越水同盟」（實則為臣屬關係）。天正11年（1583年）秀吉與其對立的柴田勝家展開賤岳之戰，景勝也奉命入侵越中，但遭到柴田方的佐佐成政擊敗，須田滿親於同年中自魚津城向信濃海津城（松代城）轉進。天正12年（1584年），爆發小牧·長久手之戰，自佐佐成政家臣丹羽權平手中，將宮崎城奪還。天正13年（1585年）、富山之役歸屬秀吉方，將佐佐成政牽制在越中國。同年，領有信濃國小縣郡（上田）、上野國吾妻郡（岩櫃）、利根郡（沼田）的真田昌幸，一時成為上杉臣屬。 
天正14年（1586年）6月，景勝與直江兼續上洛會見秀吉，以養子・畠山義真作為人質成功保住了領地。並且，放棄了越中國天神山、宮崎以西，以及上野國的吾妻、利根、信濃國小縣郡（真田氏獨立成為豊臣家大名）等領地，換取秀吉同意進攻下越的新發田重家，以及攻略出羽國庄内地方。景勝當時也拜揭正親町天皇，受封右近衛少將。
天正15年（1587年），在秀吉作為後盾之下，景勝討伐新發田重家平定內亂、統一越後。同年，佐佐成政轉封至肥後，原越中國新川郡成為前田利家領地，成政部將土肥政繁等軍兵將天神山城及宮崎城，移交予前田利長的家臣青山佐渡守。天正16年（1588年）再次上洛，6月15日敘昇為從三位・參議。天正17年（1589年），討伐佐渡本間氏，平定佐渡。此時上杉氏的領地為越後、佐渡、出羽庄內三郡以及信濃川中島四郡，合併共90萬石。同年8月，趁最上義光派遣援軍幫助大崎氏防禦伊達政宗的侵攻之時，命令本庄繁長協助大寶寺義勝奪回庄內地方的統治權，在十五里原之戰大敗最上軍並奪回庄內地方，後秀吉承認大寶寺氏為上杉家的與力大名。
天正18年（1590年），秀吉以違反惣無事令為由，下令各家大名出兵討伐關東北条氏，是為小田原之役，景勝即派出山浦景國為先鋒會同前田利家與真田昌幸攻略上野、武藏境內的北条氏領地。同年7月，小田原城開城投降，北条氏滅亡。
文禄元年（1592年），秀吉開始向朝鮮出兵，爆發「文祿之役」，景勝率領5000人駐紮於肥前名護屋城，隨後跟隨秀吉的名代高梨賴親渡海進軍朝鮮，並於日軍最前線基地熊川城（倭城）築城。
文禄3年（1594年），上洛拜領「豐臣」之姓並敘陞權中納言，人稱越後中納言。
文禄4年（1595年）1月，秀吉授命景勝管領越後、佐渡的金山、銀山。同年，原來的「豐臣五大老」之一的小早川隆景因病隱居，由景勝接替隆景的空位，「五大老」分別為：内大臣德川家康、大納言前田利家、中納言毛利輝元、中納言上杉景勝、中納言宇喜多秀家。
慶長3年（1598年），移封會津120萬石，是豐臣政權之下少有超過100萬石的大名（其中直江兼續的封賞總合為30萬石），往後便改稱「會津中納言」，雖然移封會津，但景勝仍實際控制佐渡一國與越後東蒲原郡出羽國的置賜地區、陸奥國伊達郡、信夫郡、刈田郡以及庄內地方。領地北邊與最上、伊達接攘，因而常有潛在的衝突。代替減封至宇都宮的蒲生氏監視東北各大名（尤其是野心極大的伊達政宗），但也埋下了與德川家康衝突的危機。景勝將米澤城交由家老直江兼續管理、對伊達氏最前線的白石城交由甘粕景繼、福島城交由本庄繁長、梁川城交由須田長義、東禪寺城交由志駄義秀等人管理。
景勝此時於會津的家臣配置如下：
米澤城（置賜郡）總合30萬石・直江兼續（家老）
南山城（會津郡）3萬1千石・大國實賴
白石城（卦田郡）2萬石・甘粕景繼
梁川城（伊達郡）2萬石・須田長義
中山城（置賜郡）1萬2千石・橫田旨俊
荒砥城（置賜郡）1萬1千石・泉澤久秀
福島城（信夫郡）1萬1千石・本庄繁長
淺香城（安積郡）1萬1千石・安田能元
津川城（蒲原郡）1萬1千石・藤田信吉
伊南城（會津郡）1萬1千石・清野長範
金山城（置賜郡）1萬石・色部光長

### 會津征伐與關原會戰
慶長3年（1598年）8月，秀吉病歿。上杉家老直江兼續在五奉行之一石田三成的懇意邀請之下，決定與德川家康對立。同年9月，上杉景勝上洛出席秀吉的葬儀。慶長5年（1600年）2月，景勝下令於夏季前將領内諸城修補完成。3月時，考量鶴之城腹地狹小，決定在會津盆地中央位置的神指地區建築新城（神指城）。
4月，家康要求景勝上洛，並針對領内諸城改修諸事進行說明，但遭到上杉拒絕，更讓兼續以充滿挑釁意味的信件回復，這便是有名的（直江狀）。家康率大軍出陣討伐景勝，景勝於6月中斷神指城的築城普請，以應付家康軍。7月，留守中的三成舉兵討伐家康（關原之戰），景勝趁家康西上時，自會津出兵，與東軍的伊達政宗及最上義光作戰（慶長出羽合戰）。然而9月15日的關原本戰，三成所屬的西軍敗北，景勝於12月向家康表示降伏。
關原之戰敗北後，景勝的領地由120萬石，減封至置賜、信夫、伊達3郡的30萬石，並移封至本為家臣直江兼續的領地出羽國米澤城，成為米澤藩始祖；家康此意為景勝本人不值一哂，整個上杉家只有直江兼續能看，大大挖苦了守不住家業的無能景勝。由於封地大減，群臣俸祿也減少許多，景勝與直江兼續兩人一搭一唱盡力留才，讓許多老臣願意共體時艱領著微薄薪水繼續待在上杉家。
慶長19年（1614年）10月，豊臣家拒絕德川家江戶幕府成為臣屬的要求，爆發大坂冬之陣，上杉加入德川方，先鋒由直江兼續擔任。10月12日於二条城謁見家康，同月25日於鴫野之戰建立功勳。當年於大坂渡過新年，翌年慶長20年（1615年）2月回到米澤。同年4月，豊臣家拒絕江戶幕府退出大坂的要求，再度出兵，大坂夏之陣期間，在京都擔任警備任務，布陣於八幡山。同年5月大阪城陷落，再次回到米澤。
1623年（元和9年）在米澤城病逝。墓地在山形縣米澤市上杉家御廟所。大正11年（1922年）九月七日贈正三位。

## 逸話
上杉景勝被稱為寡默的武士，沉默寡言不苟言笑，給人嚴肅難親近的感覺，只曾因飼養的猴子滑稽的動作而微笑一次。與名臣直江兼續的友誼為流傳千古的佳話。

## 登場作品
小說
- 我、假如是謙信：上杉景勝與直江兼續（祥傳社、風野真知雄（日语：風野真知雄）著）
- 上杉景勝（学研、近衛龍春（日语：近衛龍春）著）
- 軍神的系譜（学研、坂上天陽著）
- 上杉景勝：自豪作為越後之雄而生的名將（PHP研究所、星亮一（日语：星亮一）著）
- 天地人（文藝春秋、火坂雅志（日语：火坂雅志）著）
- 上杉傾奇者眾（實業之日本社（日语：実業之日本社）、火坂雅志著）
- 密謀（新潮社、藤澤周平著）
- 群雲、關原（光文社、岳宏一郎（日语：岳宏一郎）著）
- 真田太平記（週刊朝日、池波正太郎著）

影視劇
- 亂暴大名（1959年、東映、演：淺野光男）
- 天與地（1969年、NHK大河劇、演：中村錦之助（日语：中村錦之助 (2代目)））
- 新書太閤記（日语：新書太閤記#新書太閤記（NETテレビ））（1973年、NET、演：中山克己）
- 關原（1981年、TBS、演：三澤慎吾（日语：水澤心吾））
- 德川家康（1983年、NHK大河劇、演：横井徹）
- 真田太平記（1985年、NHK水曜時代劇、演：伊藤孝雄（日语：伊藤孝雄））
- 女人風林火山（日语：おんな風林火山）（1986年、TBS、演：森一馬）
- 秀吉（1996年、NHK大河劇、演：神谷秀澄）
- 家康最恐懼的男人 真田幸村（日语：家康が最も恐れた男 真田幸村）（1998年、TX、演：石立鐵男（日语：石立鉄男））
- 葵德川三代（2000年、NHK大河劇、演：上條恒彦）
- 利家與松（2002年、NHK大河劇、演：里見浩太朗）
- 天地人（2009年、NHK大河劇、演：北村一輝）
- 寧寧：女太閤記（2009年、TX、演：山本道俊）
- 真田丸（2016年、NHK大河劇、演：遠藤憲一）
- 關原之戰 (電影)（2017年、東寶、演：辻本晃良）
- 怎麼辦家康（2023年、NHK大河劇、演：津田寛治）

遊戲
- 戰國無雙系列&無雙OROCHI系列（2014年（4代）&2018年（5代）開始，聲優：竹內良太）